# WaterML
WaterML est une norme technique et un modèle d'information, utilisés pour représenter des séries temporelles hydrologiques structurées.
La version actuelle de WaterML est « WaterML 2.0 », publié en tant que standard ouvert de l'Open Geospatial Consortium (OGC).

## Histoire

### WaterML 1.0
La version 1.0 de WaterML a été publiée en 2009 par le Consortium of Universities for the Advancement of Hydrologic Science.
WaterML 1.0 (et 1.1) est un format d'échange XML développé pour une utilisation spécifique aux États-Unis.

### WaterML 2.0
WaterML 2.0 est une norme ouverte de l'Open Geospatial Consortium (OGC). Elle intègre à la version précédente (WaterML 1.0 des États-Unis) une harmonisation avec différents formats de diverses organisations et pays, notamment le format australien de transfert de données sur l'eau XHydro d'Allemagne et avec les formats OGC existants.
WaterML 2.0 a été officiellement adopté par l'OGC en septembre 2012,, approuvé par le Federal Geographic Data Committee des États-Unis, et a été proposé à l'Organisation météorologique mondiale (OMM).
La norme a été élaborée dans le cadre d'un processus d'harmonisation par les membres du groupe de travail conjoint OGC-OMM sur le domaine hydrologique.
Exemples d'utilisation : 
- échange de données pour les programmes opérationnels de surveillance hydrologique ;
- soutien à l'exploitation des infrastructures (par exemple, barrages, systèmes d'approvisionnement) ;
- échange transfrontalier de données d'observation ;
- publication de données pour diffusion publique ;
- amélioration la gestion des catastrophes grâce à l'échange de données ; et échange à l'appui des rapports nationaux.

## Structure
WaterML 2.0 utilise les normes OGC existantes, principalement les observations et mesures (O&M) et le langage de balisage géographique (GML).
Cela améliore la cohérence et l'interopérabilité avec d'autres normes et services Web.
Grâce à l'utilisation de la norme O&M, WaterML 2.0 définit des types permettant une définition standard des propriétés de base relatives aux séries chronologiques hydrologiques, notamment :
- Le phénomène observé
- le contexte spatial
- les limites temporelles
- la procédure utilisée pour générer la série chronologique (ex. : données brutes de capteur)
- les métadonnées spécifiques aux résultats (ex. : qualificatifs de séries chronologiques, types d'interpolation, commentaires, codes de qualité, etc.)
- les points de monitoring
- la collecte d'objets connexes
- des éléments de vocabulaires (pour les termes spécifiques à un domaine)

Le modèle d'informations de base est défini par le langage de modélisation unifié (UML), permettant une flexibilité dans la création d'encodages spécifiques à l'implémentation. La norme définit un codage XML conforme à GML permettant une utilisation avec les services Web OGC.